# Crotalaria purshii

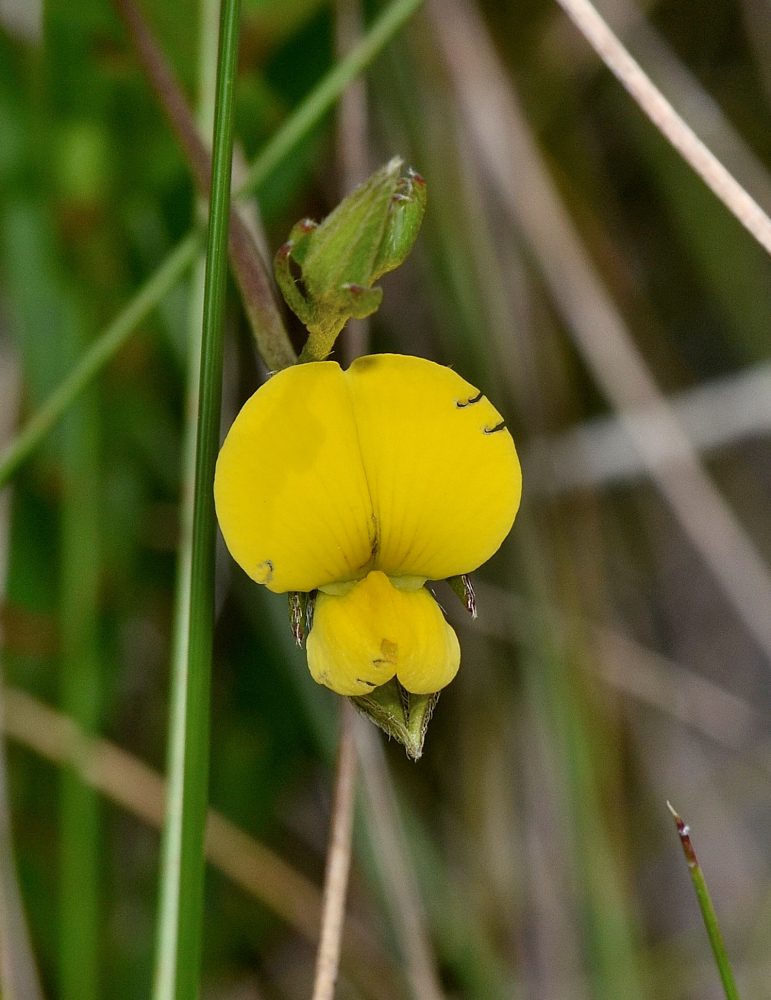
Floridas flora

Crotalaria purshii är en ärtväxtart som beskrevs av Dc.. Crotalaria purshii ingår i släktet sunnhampor, och familjen ärtväxter. Inga underarter finns listade i Catalogue of Life.